# Sportjahr 2003
Liste der Sportjahre

◄◄ | ◄ | 1999 | 2000 | 2001 | 2002 | Sportjahr 2003 | 2004 | 2005 | 2006 | 2007 | ► | ►►

Weitere Ereignisse

## American Football
- 26. Januar: Die Tampa Bay Buccaneers gewinnen Super Bowl XXXVII in San Diego, Kalifornien, gegen die Oakland Raiders mit 48:21.
- 14. Juni: Die Carlstad Crusaders gewinnen das Endspiel um den EFAF-Cup 2003 gegen die Tyrolean Raiders mit 28:7.
- 5. Juli: Die Braunschweig Lions gewinnen Eurobowl XVII gegen die Vienna Vikings mit 21:14.
- 11. Oktober: Die Hamburg Blue Devils gewinnen German Bowl XXV in der Volkswagen Arena, Wolfsburg, gegen die Braunschweig Lions mit 37:36 n. V.

## Badminton
Höhepunkte des Badmintonjahres 2003 waren die Weltmeisterschaft und der Sudirman Cup.

### World Badminton Grand Prix
| Veranstaltung       | Herreneinzel          | Dameneinzel    | Herrendoppel                         | Damendoppel                | Mixed                          |
| ------------------- | --------------------- | -------------- | ------------------------------------ | -------------------------- | ------------------------------ |
| Thailand Open       | Ronald Susilo         | Dai Yun        | Yoo Yong-sung Ha Tae-kwon            | Wei Yili Zhao Tingting     | Chen Qiqiu Zhao Tingting       |
| All England         | Muhammad Hafiz Hashim | Zhou Mi        | Sigit Budiarto Candra Wijaya         | Gao Ling Huang Sui         | Zhang Jun Gao Ling             |
| Swiss Open          | Lee Hyun-il           | Zhang Ning     | Flandy Limpele Eng Hian              | Yang Wei Zhang Jiewen      | Jens Eriksen Mette Schjoldager |
| Japan Open          | Xia Xuanze            | Camilla Martin | Flandy Limpele Eng Hian              | Gao Ling Huang Sui         | Zhang Jun Gao Ling             |
| Korea Open          | Kenneth Jonassen      | Mia Audina     | Ha Tae-kwon Kim Dong-moon            | Ra Kyung-min Lee Kyung-won | Kim Dong-moon Ra Kyung-min     |
| Singapur Open       | Chen Hong             | Zhang Ning     | Jens Eriksen Martin Lundgaard Hansen | Yang Wei Zhang Jiewen      | Kim Dong-moon Ra Kyung-min     |
| Indonesia Open      | Taufik Hidayat        | Xie Xingfang   | Sang Yang Zheng Bo                   | Gao Ling Huang Sui         | Kim Dong-moon Ra Kyung-min     |
| Malaysia Open       | Chen Hong             | Zhou Mi        | Kim Dong-moon Lee Dong-soo           | Yang Wei Zhang Jiewen      | Kim Dong-moon Ra Kyung-min     |
| US Open             | Chien Yu-hsiu         | Kelly Morgan   | Tony Gunawan Khankham Malaythong     | Yoshiko Iwata Miyuki Tai   | Tony Gunawan Eti Gunawan       |
| Dutch Open          | Lee Hyun-il           | Yao Jie        | Ha Tae-kwon Kim Dong-moon            | Ra Kyung-min Lee Kyung-won | Ra Kyung-min Kim Dong-moon     |
| Denmark Open        | Lin Dan               | Gong Ruina     | Ha Tae-kwon Kim Dong-moon            | Yang Wei Zhang Jiewen      | Kim Dong-moon Ra Kyung-min     |
| German Open         | Lee Hyun-il           | Zhang Ning     | Flandy Limpele Eng Hian              | Ra Kyung-min Lee Kyung-won | Kim Dong-moon Ra Kyung-min     |
| Hong Kong Open      | Lin Dan               | Zhang Ning     | Lee Dong-soo Yoo Yong-sung           | Gao Ling Huang Sui         | Kim Dong-moon Ra Kyung-min     |
| Chinese Taipei Open | Wong Choong Hann      | Mia Audina     | Ha Tae-kwon Kim Dong-moon            | Ra Kyung-min Lee Kyung-won | Kim Dong-moon Ra Kyung-min     |
| China Open          | Lin Dan               | Zhou Mi        | Lars Paaske Jonas Rasmussen          | Gao Ling Huang Sui         | Zhang Jun Gao Ling             |

## Cricket
- 23. März: Australien gewinnt den achten Cricket World Cup in Südafrika, Kenia und Simbabwe, indem sie im Finale Indien mit 125 Runs besiegt.

## Leichtathletik
- 13. August – Jelena Issinbajewa, Russland, erreichte im Stabhochsprung der Damen 4,82 Meter.
- 22. August – Swetlana Feofanowa, Russland, erreichte im Stabhochsprung der Damen 4,85 Meter.
- 12. September – Paula Radcliffe, Großbritannien, lief den Marathon der Damen in 2:15:25 Stunden.
- 28. September – Paul Tergat, Kenia, lief den Marathon der Herren in Berlin, Deutschland, in 2:04:55 Stunden.

## Motorradsport

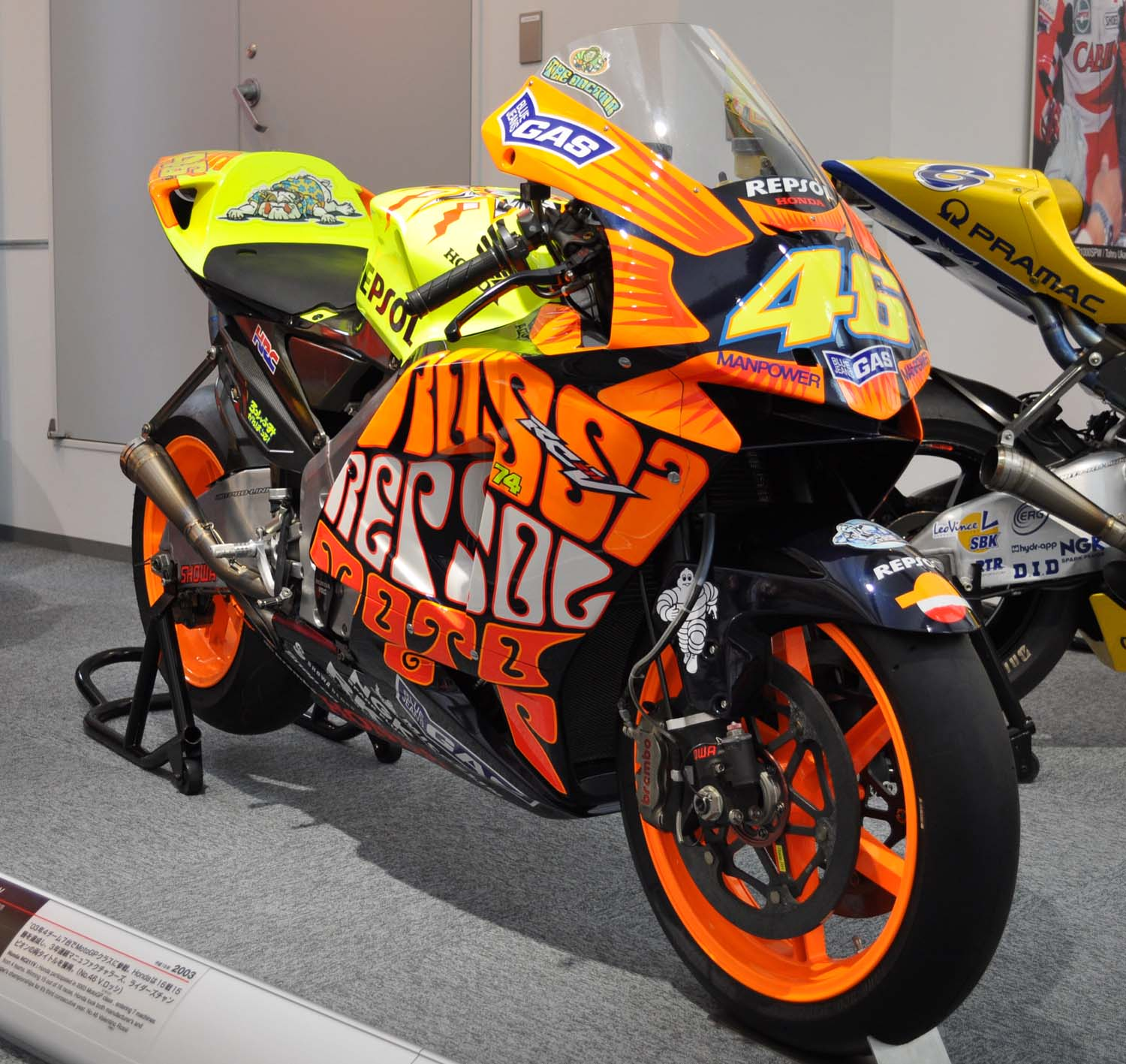
Honda RC211V im Design, mit dem Valentino Rossi den letzten Saisonlauf in Valencia bestritt.

### Motorrad-Weltmeisterschaft
Die Saison wird vom Tod des Japaners Daijirō Katō überschattet, der am 6. April beim MotoGP-Lauf um den Großen Preis von Japan verunglückte und seinen Verletzungen am 20. April erlag.
- Motorrad-Weltmeisterschaft 2003

#### MotoGP-Klasse (990 cm³)
- In der MotoGP-Klasse gewinnt der 24-jährige Italiener Valentino Rossi auf Honda den insgesamt fünften WM-Titel seiner Laufbahn und den zweiten in Folge in dieser Kategorie. Er setzt sich gegen den Spanier Sete Gibernau und seinen Landsmann Max Biaggi (beide ebenfalls Honda) durch. In der Konstrukteurswertung gewinnt Honda vor Ducati und Yamaha.

#### 250-cm³-Klasse
- In der 250-cm³-Klasse gewinnt der 20-jährige San-Marinese Manuel Poggiali auf Aprilia vor dem Italiener Roberto Rolfo (Honda) und dem Spanier Toni Elías (Aprilia) den zweiten WM-Titel seiner Karriere. In der Konstrukteurswertung setzt sich Aprilia gegen Honda und Yamaha durch.

#### 125-cm³-Klasse
- Den WM-Titel in der Achtelliterklasse gewinnt der 18-jährige Spanier Dani Pedrosa auf Honda. Zweiter wird der San-Marinese Alex De Angelis, Dritter der Spanier Héctor Barberá, beide auf Aprilia. In der Konstrukteurswertung siegt Aprilia vor Honda und Derbi.

### Superbike-Weltmeisterschaft
- Der 29-jährige Brite Neil Hodgson gewinnt auf Ducati vor dem Spanier Rubén Xaus und dem Briten James Toseland (beide ebenfalls Ducati) die Fahrerwertung. In der Konstrukteurswertung setzt sich Ducati vor Suzuki und Kawasaki durch.

Details: Superbike-Weltmeisterschaft 2003

### Supersport-Weltmeisterschaft
- Der 21-jährige Australier Chris Vermeulen gewinnt auf Honda vor dem Franzosen Stéphane Chambon (Suzuki) und dem Niederländer Jürgen van den Goorbergh (Yamaha) die Fahrerwertung. In der Konstrukteurswertung setzt sich Honda gegen Suzuki und Yamaha durch.

Details: Supersport-Weltmeisterschaft 2003

## Rugby Union
- 22. November: England gewinnt das Finale der Rugby-Union-Weltmeisterschaft in Sydney 20:17 gegen Australien.

## Tischtennis
- Tischtennis-Europameisterschaft 2003 29. März bis 6. April in Courmayeur (Italien)
- Tischtennisweltmeisterschaft 2003 19. Mai bis 25. Mai in Paris-Bercy (Frankreich)

## Geboren

### Januar
- 01. Januar: Théo Guiraud-Poillot, französischer Biathlet
- 01. Januar: Perina Lokure Nakang, südsudanesische Leichtathletin
- 02. Januar: Ali Demirel, deutsch-türkischer Fußballspieler
- 02. Januar: Philip Fahrner, deutscher Fußballspieler
- 03. Januar: Ellie Beer, australische Leichtathletin
- 05. Januar: Szymon Włodarczyk, polnischer Fußballspieler
- 07. Januar: Max Hagemoser, deutscher Fußballtorhüter
- 09. Januar: Thomas Kastanaras, deutsch-griechischer Fußballspieler
- 09. Januar: Tyler Freeman, US-amerikanischer Fußballspieler
- 10. Januar: Nohan Kenneh, englisch-liberianischer Fußballspieler
- 13. Januar: Sara Andersson, schwedische Biathletin
- 13. Januar: Nils Ostermann, österreichischer Fußballspieler
- 13. Januar: Johannes Schenk, deutscher Fußballtorhüter
- 16. Januar: Konrad Badacz, polnischer Biathlet
- 17. Januar: Eva-Lotta Kiibus, estnische Eiskunstläuferin
- 19. Januar: Ilaix Moriba, guineisch-spanischer Fußballspieler
- 20. Januar: Jack Doohan, australischer Automobilrennfahrer
- 21. Januar: Veera Mattila, finnische Leichtathletin
- 23. Januar: Jackson Powers-Johnson, US-amerikanischer American-Football-Spieler
- 24. Januar: Hugo Novoa, spanischer Fußballspieler
- 25. Januar: Louis Köster, deutscher Fußballspieler
- 26. Januar: Anna Andexer, österreichische Biathletin
- 29. Januar: Cole McKinnon, schottischer Fußballspieler
- 29. Januar: Udodi Onwuzurike, nigerianischer Leichtathlet
- 29. Januar: Philipp Schulze, deutscher Fußballtorhüter
- 29. Januar: Gretchen Walsh, US-amerikanische Schwimmerin

### Februar
- 03. Februar: Noa Szőllős, israelische Skirennläuferin
- 04. Februar: David Ninavia, bolivianischer Leichtathlet
- 06. Februar: Justus Fischer, deutscher Handballspieler
- 07. Februar: Lee Hyun-ju, südkoreanischer Fußballspieler
- 08. Februar: Nurschat Tursynschanow, kasachischer Skispringer
- 10. Februar: Max Rosenfelder, deutscher Fußballspieler
- 11. Februar: Ilyes Hamache, französischer Fußballspieler
- 12. Februar: Koitatoi Kidali, kenianischer Mittelstreckenläufer
- 13. Februar: Veronika Aigner, österreichische Skirennläuferin und Behindertensportlerin
- 13. Februar: Alba Mbo Nchama, äquatorialguineische Leichtathletin
- 14. Februar: Mary Fowler, australische Fußballspielerin
- 14. Februar: Benjamin Hemcke, deutscher Fußballspieler
- 16. Februar: Édouard Therriault, kanadischer Freestyle-Skier
- 18. Februar: Abu-Bekir El-Zein, deutsch-libanesischer Fußballspieler
- 18. Februar: Yuki Kunii, japanischer Motorradrennfahrer
- 18. Februar: Maxim Rausch, deutscher Eishockeyspieler
- 20. Februar: David Herold, deutscher Fußballspieler
- 20. Februar: Nico Wiesinger, österreichischer Fußballspieler
- 21. Februar: Andrin Hunziker, Schweizer Fußballspieler
- 25. Februar: Lythe Pillay, südafrikanischer Leichtathlet
- 26. Februar: Benjamin Kanuric, österreichischer Fußballspieler
- 26. Februar: Jamal Musiala, deutsch-englischer Fußballspieler

### März
- 02. März: Andi Hoti, kosovarisch-schweizerischer Fußballspieler
- 03. März: Mohamed El-Sayed, ägyptischer Degenfechter
- 05. März: Devin Angleberger, deutscher Fußballspieler
- 05. März: Maximilian Schmid, deutscher Fußballspieler
- 08. März: Felix Ruschke, deutscher Fußballspieler
- 08. März: Angela Yu, australische Badmintonspielerin
- 13. März: Pauline Jagsch, deutsche Kanutin
- 14. März: Fabio Di Michele Sánchez, deutsch-italienischer Fußballspieler
- 15. März: Tjark Ernst, deutscher Fußballtorwart
- 17. März: Dyson Daniels, australischer Basketballspieler
- 17. März: Dennis Hauger, norwegischer Automobilrennfahrer
- 17. März: Nahuel Noll, deutsch-spanischer Fußballtorhüter
- 17. März: Addisu Yihune, äthiopischer Leichtathlet
- 18. März: Tayleb Willis, australischer Leichtathlet
- 19. März: Nicolò Savona, italienischer Fußballspieler
- 20. März: Nemanja Motika, serbisch-deutscher Fußballspieler
- 21. März: Lasse Günther, deutscher Fußballspieler
- 22. März: Sergio García, spanischer Motorradrennfahrer
- 23. März: Caspar Jander, deutscher Fußballspieler
- 23. März: Ísak Jóhannesson, isländischer Fußballspieler
- 27. März: Evelin Mercado, ecuadorianische Leichtathletin
- 27. März: Kees Sims, neuseeländisch-niederländischer Fußballtorhüter
- 28. März: Roman Jewgenjewitsch Romanow, russischer Fußballspieler
- 30. März: Miné de Klerk, südafrikanische Leichtathletin
- 31. März: Jonas Broser, österreichischer Fußballspieler

### April
- 04. April: Rhian Edmunds, britische Bahnradsportlerin
- 04. April: Harvey Elliott, englischer Fußballspieler
- 04. April: Sanu Jallow, gambisch-US-amerikanische Mittelstreckenläuferin
- 04. April: Esther Elo Joseph, nigerianische Leichtathletin
- 05. April: Witalij Mandsyn, ukrainischer Biathlet
- 06. April: Martin Kiprotich, ugandischer Leichtathlet
- 08. April: Bianca Behúlová, slowakische Tennisspielerin
- 09. April: Marija Sergejewna Bondarenko, russische Tennisspielerin
- 09. April: Oliwia Szmigiel, polnische Badmintonspielerin
- 10. April: Lukas Laupheimer, deutscher Fußballspieler
- 15. April: Matías Soulé, argentinischer Fußballspieler
- 18. April: Kai Fotheringham, schottischer Fußballspieler
- 21. April: Sidi Sané, deutsch-französischer Fußballspieler
- 22. April: Fariba Hashimi, afghanische Radrennfahrerin
- 22. April: Wiktorija Lasarenko, russische Freestyle-Skierin
- 22. April: Casper Stevenson, britischer Autorennfahrer
- 23. April: Lora Christowa, bulgarische Biathletin
- 23. April: Darija Lopatezka, ukrainische Tennisspielerin
- 25. April: Emrehan Gedikli, deutsch-türkischer Fußballspieler
- 26. April: Lukas Wallner, österreichischer Fußballspieler

### Mai
- 03. Mai: Emil Roback, schwedischer Fußballspieler
- 03. Mai: Florian Wirtz, deutscher Fußballspieler
- 04. Mai: Lorenz Knöferl, deutscher Fußballspieler
- 04. Mai: Matie Stanley, tuvaluische Leichtathletin
- 05. Mai: Carlos Alcaraz, spanischer Tennisspieler
- 05. Mai: Leonard Chemutai, ugandischer Leichtathlet
- 05. Mai: Yūma Kagiyama, japanischer Eiskunstläufer
- 06. Mai: Dario Gebuhr, deutscher Fußballspieler
- 06. Mai: Denni Xhepa, albanischer Skirennläufer
- 12. Mai: Ross McCausland, nordirischer Fußballspieler
- 15. Mai: Luca Netz, deutscher Fußballspieler
- 18. Mai: Travis Hunter, US-amerikanischer American-Football-Spieler
- 20. Mai: Oualid Mhamdi, deutsch-marokkanischer Fußballspieler
- 21. Mai: Kaja Zorč, slowenische Biathletin
- 25. Mai: Britt Richardson, kanadische Skirennläuferin
- 27. Mai: Max Christoph Beneke, deutscher Handballspieler
- 27. Mai: Franco Colapinto, argentinischer Autorennfahrer
- 27. Mai: Godson Oghenebrume, nigerianischer Leichtathlet
- 29. Mai: Ben Westermeier, deutscher Fußballspieler
- 30. Mai: Joey Dawson, englischer Fußballspieler
- 31. Mai: Madis Mihkels, estnischer Radrennfahrer

### Juni
- 04. Juni: Nelly Chepchirchir, kenianische Leichtathletin
- 05. Juni: Miloš Cocić, serbischer Fußballspieler
- 06. Juni: Johnny Kenny, irischer Fußballspieler
- 07. Juni: Letsile Tebogo, botswanischer Leichtathlet
- 08. Juni: Eldin Dzogovic, luxemburgischer Fußballspieler
- 10. Juni: Simon Kiprop Koech, kenianischer Leichtathlet
- 10. Juni: Yannick Proske, deutscher Eishockeyspieler
- 11. Juni: Sefora Ada Eto, äquatorialguineische Leichtathletin
- 12. Juni: Nils Elten, deutscher Eishockeyspieler
- 13. Juni: Chaine Konjer, deutsche Volleyballspielerin
- 14. Juni: Cheickna Doumbia, malischer Fußballspieler
- 14. Juni: Jenna Forrester, australischer Schwimmer
- 14. Juni: Felix Keidel, deutscher Fußballspieler
- 15. Juni: Julian Hettwer, deutscher Fußballspieler
- 15. Juni: Jakob Korte, deutscher Fußballspieler
- 16. Juni: Florian Engelhardt, deutscher Fußballspieler
- 17. Juni: Tanina Mammeri, algerische Badmintonspielerin
- 17. Juni: Viren Nettasinghe, sri-lankischer Badmintonspieler
- 18. Juni: Luka Đurić, bosnisch-deutscher Fußballspieler
- 20. Juni: Ezekiel Nathaniel, nigerianischer Leichtathlet
- 20. Juni: Eliot Muteba, deutsch-angolanischer Fußballspieler
- 23. Juni: Alex Lowry, schottischer Fußballspieler
- 24. Juni: Noah Kruth, deutscher Fußballtorhüter
- 25. Juni: Beppe Grillo, maltesischer Leichtathlet
- 26. Juni: Dane Murray, schottischer Fußballspieler
- 27. Juni: Tomokazu Harimoto, japanischer Tischtennisspieler
- 29. Juni: Jude Bellingham, englischer Fußballspieler

### Juli
- 01. Juli: Reshad de Gerus, französischer Automobilrennfahrer
- 02. Juli: Adam Karabec, tschechischer Fußballspieler
- 03. Juli: Maximillian Giuliani, australischer Schwimmer
- 03. Juli: Kasperi Valto, finnischer Skispringer
- 05. Juli: Nancy Genzel Abouke, nauruische Gewichtheberin
- 05. Juli: Brahima Diarra, malisch-französischer Fußballspieler
- 06. Juli: Myron van Brederode, niederländischer Fußballspieler
- 07. Juli: Bambasé Conté, deutsch-guineischer Fußballspieler
- 10. Juli: Ryan Naderi, deutscher Fußballspieler
- 10. Juli: Matteo Nannini, italienischer Automobilrennfahrer
- 11. Juli: Gustav Dahlmann Birch, dänischer Automobilrennfahrer
- 11. Juli: Lenny Martinez, französischer Radrennfahrer
- 15. Juli: Benno Dietze, deutscher Fußballspieler
- 19. Juli: Clemens Riedel, deutscher Fußballspieler
- 22. Juli: Amin Farouk, deutscher Fußballspieler
- 24. Juli: Jersultan Mirbekow, kirgisischer Eishockeyspieler
- 26. Juli: Can Öncü, türkischer Motorradrennfahrer
- 26. Juli: Deniz Öncü, türkischer Motorradrennfahrer
- 26. Juli: Jewgeni Semenenko, russischer Eiskunstläufer
- 29. Juli: Jens Castrop, deutsch-südkoreanischer Fußballspieler
- 29. Juli: Renato Veiga, portugiesischer Fußballspieler
- 30. Juli: Fynn-Luca Nicolaus, deutscher Handballspieler
- 31. Juli: Rico Bearman, neuseeländischer Radrennfahrer

### August
- 01. August: Jemima Kabeya, französische Handballtorhüterin († 2025)
- 03. August: Jonas Bauer, deutscher Fußballspieler
- 03. August: Walentina Dimitrowa, bulgarische Biathletin
- 03. August: Fabio Miretti, italienischer Fußballspieler
- 06. August: Luca Nardi, italienischer Tennisspieler
- 07. August: Julianna Tunyzka, ukrainische Rennrodlerin
- 08. August: Jonas Urbig, deutscher Fußballtorhüter
- 10. August: Fin Conchie, neuseeländischer Fußballspieler
- 10. August: Valentina Ropatsch, österreichische Eishockeyspielerin
- 10. August: Darren Watson, schottischer Fußballspieler
- 12. August: Blnd Hassan, irakisch-niederländischer Fußballspieler
- 12. August: Kestra Kihleng, mikronesische Schwimmerin
- 13. August: Noah Rupp, Schweizer Fußballspieler
- 15. August: Alban Elezi Cannaferina, französischer Skirennläufer
- 17. August: Benedikt Bauer, deutscher Fußballspieler
- 18. August: Kai Taylor, australischer Schwimmer
- 18. August: Pierre van der Westhuyzen, australischer Kanute
- 19. August: Solomon Bonnah, niederländischer Fußballspieler
- 19. August: Bahattin Sofuoğlu, türkischer Motorradrennfahrer
- 20. August: Joel Lungelu, deutscher Basketballspieler
- 20. August: Théo Pourchaire, französischer Automobilrennfahrer
- 21. August: Youssef Amyn, deutsch-irakischer Fußballspieler
- 21. August: Adrián Huertas, spanischer Motorradrennfahrer
- 24. August: Elijah Krahn, deutscher Fußballspieler
- 25. August: Jonas Schuster, österreichischer Skispringer
- 26. August: Paxten Aaronson, US-amerikanischer Fußballspieler
- 27. August: Nesrine Houili, algerische Radsportlerin
- 28. August: Isak Frey, norwegischer Biathlet

### September
- 04. September: Niklas Jessen, deutscher Fußballspieler
- 07. September: Sangay Tenzin, bhutanischer Schwimmer
- 08. September: Arne Engels, belgischer Fußballspieler
- 09. September: Yannik Lührs, deutscher Fußballspieler
- 11. September: Nurul Izzah Izzati Mohd Asri, malaysische Bahnradsportlerin
- 11. September: Marko Grgić, deutscher Handballspieler
- 12. September: Marco Wagner, österreichischer Fußballspieler
- 13. September: Marko Topo, deutsch-serbischer Tennisspieler
- 16. September: Shahd Ashraf, australisch-katarische Leichtathletin
- 17. September: Samuel Short, australischer Schwimmer
- 17. September: Tony Weston, englischer Fußballspieler
- 18. September: Mladen Cvjetinović, deutsch-bosnischer Fußballspieler
- 18. September: Waisake Tewa, fidschianischer Leichtathlet
- 21. September: Merhawi Mebrahtu, eritreischer Leichtathlet
- 23. September: Finn Becker, deutscher Eishockeytorwart
- 23. September: Finn Surman, neuseeländisch-walisischer Fußballspieler
- 26. September: Maghschan Amankeldiuly, kasachischer Nordischer Kombinierer
- 30. September: Martin Damm, US-amerikanischer Tennisspieler
- 30. September: Darja Schauha, belarussische Tennisspielerin

### Oktober
- 01. Oktober: Konstantin Wassilew, bulgarischer Biathlet
- 02. Oktober: Hayate Matsuda, japanischer Fußballspieler
- 02. Oktober: Oscar Vilhelmsson, schwedischer Fußballspieler
- 03. Oktober: Jackline Chepkoech, kenianische Leichtathletin
- 03. Oktober: Ding Yuhuan, chinesische Biathletin
- 04. Oktober: Samuel Iling-Junior, englischer Fußballspieler
- 06. Oktober: Tim Oermann, deutscher Fußballspieler
- 07. Oktober: Ismael Escartín, spanischer Eishockeyspieler
- 10. Oktober: Naima-Zahra Amison, dschibutische Schwimmerin
- 12. Oktober: Marvin Siebdrath, deutscher Motorradrennfahrer
- 16. Oktober: Kacper Kozłowski polnischer Fußballspieler
- 18. Oktober: Sophie Kothbauer, österreichische Skispringerin
- 21. Oktober: Kate Taylor, neuseeländische Fußballspielerin
- 22. Oktober: Louis Lord, deutscher Fußballtorhüter
- 24. Oktober: Ane Mintegi del Olmo, spanische Tennisspielerin
- 26. Oktober: Annie Karich, US-amerikanische Fußballspielerin
- 29. Oktober: Malthe Jakobsen, dänischer Autorennfahrer
- 29. Oktober: David Kubatta, deutscher Fußballspieler

### November
- 02. November: Deborah Abiodun, nigerianische Fußballspielerin
- 04. November: Lachlan Kennedy, australischer Leichtathlet
- 05. November: Wilfried Gnonto, italienischer Fußballspieler
- 07. November: Pascal Fallmann, österreichischer Fußballspieler
- 11. November: Mathew Anim Cudjoe, ghanaischer Fußballspieler
- 11. November: Tim Rossmann, deutscher Fußballspieler
- 11. November: Sarah Stiriz, deutsche Volleyballspielerin
- 13. November: Salma Paralluelo, spanische Fußballspielerin
- 14. November: Louis Breunig, deutscher Fußballspieler
- 16. November: Aljona Olegowna Iwantschenko, russische Radrennfahrerin
- 19. November: Michelle Schäfer, deutsche Handballspielerin
- 23. November: King Manu, deutsch-ghanaischer Fußballspieler

### Dezember
- 01. Dezember: Filip Ambrož, kroatischer Fußballspieler
- 06. Dezember: Sebastian Białecki, polnischer Dartspieler
- 08. Dezember: Maj Janža, slowenischer Sprinter
- 11. Dezember: Daria Bujnicka, polnische Badmintonspielerin
- 11. Dezember: Giorgio Scalvini, italienischer Fußballspieler
- 12. Dezember: Mathieu Neumuller, französisch-madagassischer Skirennläufer
- 13. Dezember: Michael Kostka, deutsch-polnischer Fußballspieler
- 18. Dezember: Saskia Schirmer, deutsche Rennrodlerin
- 19. Dezember: Benjamin Richardson, südafrikanischer Leichtathlet
- 22. Dezember: Julia Landenberger, deutsche Fußballspielerin
- 28. Dezember: Tara Vaughan, neuseeländische Kanutin
- 31. Dezember: Emma Chervet, französische Skispringerin
- 31. Dezember: Jules Chervet, französischer Skispringer
- 31. Dezember: Erika Fairweather, neuseeländische Schwimmerin
- 31. Dezember: Calab Law, australischer Leichtathlet

## Gestorben

### Januar
- 03. Januar: Sid Gillman, US-amerikanischer American-Football-Spieler und -Trainer (* 1911)
- 04. Januar: Étienne Néant, französischer Radrennfahrer (* 1960)
- 06. Januar: Olle Bexell, schwedischer Leichtathlet (* 1909)
- 06. Januar: Paula Pöhlsen, deutsche Kunstturnerin (* 1913)
- 15. Januar: Vivi-Anne Hultén, schwedische Eiskunstläuferin (* 1911)
- 15. Januar: Jeanette Peper, argentinische Schwimmerin (* 1916)
- 20. Januar: Gusztáv Juhász, rumänischer Fußballspieler (* 1911)
- 25. Januar: Pierre Hémard, französischer Autorennfahrer (* 1921)
- 26. Januar: Harold Manning, US-amerikanischer Leichtathlet (* 1909)
- 28. Januar: Emília Rotter, ungarische Eiskunstläuferin (* 1906)
- 29. Januar: Silvio Confortola, italienischer Skilangläufer (* 1910)

### Februar
- 02. Februar: Jack Lauterwasser, britischer Radrennfahrer (* 1904)
- 05. Februar: Manfred von Brauchitsch, deutscher Automobilrennfahrer und Sportfunktionär (* 1905)
- 07. Februar: Lidija Selichowa, sowjetisch-russische Eisschnellläuferin (* 1922)
- 09. Februar: Herma Bauma, österreichische Leichtathletin (* 1915)
- 09. Februar: Vera Ralston, tschechoslowakische Eiskunstläuferin (* 1919)
- 14. Februar: Fritz Pollard, Jr., US-amerikanischer Leichtathlet (* 1915)
- 21. Februar: Jim Courtright, kanadischer Leichtathlet (* 1914)
- 26. Februar: Christian Goethals, belgischer Automobilrennfahrer (* 1928)
- 28. Februar: Chris Brasher, britischer Leichtathlet und Olympiasieger (* 1928)

### März
- 01. März: Richard Garrard, australischer Ringer (* 1910)
- 01. März: Horst Sockoll, deutscher Fußballspieler und -trainer (* 1925)
- 09. März: Erich Joch, deutscher Leichtathlet (* 1913)
- 10. März: Barry Sheene, englischer Motorrad-Rennfahrer (* 1950)
- 10. März: Fritz Spengler, deutscher Feldhandballspieler und Handballtrainer (* 1908)
- 10. März: Ottorino Volonterio, Schweizer Automobilrennfahrer (* 1917)
- 18. März: Karl Kling, deutscher Automobilrennfahrer (* 1910)
- 23. März: Violet Cliff, britische Eiskunstläuferin (* 1916)
- 27. März: Winfried Holtmann, deutscher Radsportmanager und Journalist (* 1941)
- 29. März: Horie Tadao, japanischer Fußballspieler (* 1913)
- 29. März: Chris Kropman, niederländischer Radrennfahrer (* 1919)
- 29. März: Hans Potthof, Schweizer Kanute (* 1911)
- 31. März: George Connor, US-amerikanischer American-Football-Spieler (* 1925)
- 31. März: Fermín Vélez, spanischer Automobilrennfahrer (* 1959)

### April
- 01. April: Carlo Lafranchi, Schweizer Radrennfahrer (* 1924)
- 10. April: Martti Sipilä, finnischer Skilangläufer (* 1915)
- 20. April: Daijirō Katō, japanischer Motorrad-Rennfahrer (* 1976)
- 25. April: Wiktor Buschujew, sowjetisch-russischer Gewichtheber und Olympiasieger 1960 (* 1933)
- 26. April: Bernhard Baier, deutscher Wasserballspieler und Sportfunktionär (* 1912)
- 28. April: Herbert Podolske, deutscher Handballspieler (* 1919)

### Mai
- 01. Mai: Wim van Est, niederländischer Radrennfahrer (* 1923)
- 04. Mai: Franz Wismayer, maltesischer Wasserballspieler (* 1913)
- 06. Mai: Fritz Brenne, deutscher Tennisfunktionär (* 1901)
- 07. Mai: Frederik Kobberup Andersen, dänischer Kanute (* 1920)
- 08. Mai: Velma Dunn, US-amerikanische Wasserspringerin (* 1918)
- 09. Mai: Hans Engnestangen, norwegischer Eisschnellläufer (* 1908)
- 12. Mai: Stanley Lay, neuseeländischer Leichtathlet (* 1906)
- 22. Mai: Alec Burns, britischer Leichtathlet (* 1907)
- 23. Mai: Erwin Huber, deutscher Leichtathlet (* 1907)
- 25. Mai: Bill Paschal, US-amerikanischer American-Football-Spieler (* 1921)
- 26. Mai: Melitta Brunner, österreichische Eiskunstläuferin (* 1907)

### Juni
- 09. Juni: German Sweschnikow, sowjetisch-russischer Fechter, zweifacher Olympiasieger und neunmaliger Weltmeister mit dem Florett (* 1937)
- 12. Juni: Rico Steinemann, Schweizer Journalist, Porsche-Rennleiter und Automobilrennfahrer (* 1939)
- 14. Juni: Dale Whittington, US-amerikanischer Automobilrennfahrer (* 1959)
- 15. Juni: Ralph Kilner Brown, britischer Leichtathlet (* 1909)
- 15. Juni: Johnny Miles, kanadischer Leichtathlet (* 1905)
- 18. Juni: Jack Standen, australischer Bahnradsportler (* 1909)
- 26. Juni: Marc-Vivien Foé, kamerunischer Fußballspieler (* 1975)

### Juli
- 02. Juli: Briggs Cunningham, US-amerikanischer Automobilrennfahrer, Konstrukteur und Segler (* 1907)
- 02. Juli: Franklin Farrell, US-amerikanischer Eishockeytorhüter (* 1908)
- 03. Juli: Hedy Schlunegger, Schweizer Skirennfahrerin (* 1923)
- 08. Juli: Etsuko Inada, japanische Eiskunstläuferin (* 1924)
- 13. Juli: Alton Terry, US-amerikanischer Speerwerfer (* 1912)
- 15. Juli: Tex Schramm, US-amerikanischer American-Football-Spieler (* 1920)
- 16. Juli: Alida van den Bos, niederländische Turnerin (* 1902)
- 17. Juli: Erland Herkenrath, Schweizer Handballspieler und Sportfunktionär (* 1912)
- 20. Juli: Lauri Aus, estnischer Radrennfahrer (* 1970)
- 22. Juli: Albert Bach, österreichischer Skisportler (* 1910)
- 28. Juli: Adrian Burk, US-amerikanischer American-Football-Spieler (* 1927)
- 28. Juli: Jorge Guerra, chilenischer Radrennfahrer (* 1913)
- 30. Juli: Steve Hislop, britischer Motorradrennfahrer (* 1962)
- 31. Juli: João Ferreira Bigode, brasilianischer Fußballspieler (* 1922)

### August
- 07. August: Werner Janik, deutsch-polnischer Fußballtorhüter (* 1920)
- 08. August: Robert Dutoit, französischer Autorennfahrer (* 1928)
- 09. August: Onni Kasslin, finnischer Radrennfahrer (* 1927)
- 09. August: Skip Scott, US-amerikanischer Automobilrennfahrer (* 1941)
- 13. August: Lothar Emmerich, deutscher Fußballspieler (* 1941)
- 14. August: Helmut Rahn, deutscher Fußballspieler (* 1929)
- 22. August: Arnold Gerschwiler, Schweizer Eiskunstlauftrainer (* 1914)
- 31. August: Pierre Cahuzac, französischer Fußballspieler (* 1927)

### September
- 05. September: Benny Schnoor, dänischer Radrennfahrer (* 1922)
- 11. September: Ben Bril, niederländischer Boxer und Ringrichter (* 1912)
- 12. September: Ray Merrick, britischer Automobilrennfahrer (* 1918)
- 14. September: Fred Willamowski, deutscher Motorradrennfahrer (* 1935)
- 17. September: Raymond Milton, kanadischer Eishockeyspieler (* 1912)
- 27. September: Jean Lucas, französischer Automobilrennfahrer (* 1917)
- 28. September: Olle Anderberg, schwedischer Ringer (* 1919)

### Oktober
- 03. Oktober: Gustav Sjöberg, schwedischer Fußballtorhüter und -trainer (* 1913)
- 05. Oktober: Wil van Beveren, niederländischer Leichtathlet (* 1911)
- 09. Oktober: Harald Söldner, deutscher Fußballspieler (* 1939)
- 10. Oktober: Igor Borissow, russischer Ruderer (* 1924)
- 12. Oktober: Ruth Halbsguth, deutsche Schwimmerin (* 1916)
- 16. Oktober: László Papp, ungarischer Boxer (* 1926)
- 17. Oktober: Nils Hjelmström, schwedischer Skispringer (* 1915)
- 19. Oktober: Michael Hegstrand, US-amerikanischer Wrestler (* 1957/58)
- 19. Oktober: Nello Pagani, italienischer Motorrad- und Automobilrennfahrer (* 1911)
- 20. Oktober: František Balvín, tschechoslowakischer Skilangläufer (* 1915)
- 20. Oktober: Frank Rand, US-amerikanischer Unternehmer und Automobilrennfahrer (* 1935)
- 26. Oktober: Johnny Boyd, US-amerikanischer Automobilrennfahrer (* 1926)
- 27. Oktober: François Mautin, französischer Eishockeyspieler (* 1907)
- 30. Oktober: Steve O’Rourke, britischer Musikmanager, Rennstallbesitzer und Automobilrennfahrer (* 1940)

### November
- 06. November: Hendrika Mastenbroek, niederländische Schwimmerin (* 1919)
- 10. November: Czesław Marchewczyk, polnischer Eishockey- und Handballspieler (* 1912)
- 15. November: Ray Lewis, kanadischer Leichtathlet (* 1910)
- 16. November: Fernanda Bullano, italienische Leichtathletin (* 1914)
- 21. November: Pekka Kuvaja, finnischer Skilangläufer (* 1921)
- 24. November: Armand Putzeys, belgischer Radrennfahrer (* 1916)
- 29. November: Tony Canadeo, US-amerikanischer American-Football-Spieler (* 1919)
- 29. November: Jesse Carver, englischer Fußballspieler und -trainer (* 1911)
- 30. November: Jack Brewer, US-amerikanischer Baseballspieler (* 1918)
- 30. November: Gertrude Ederle, US-amerikanische Schwimmerin (* 1905)
- 30. November: Hans Kuschke, deutscher Ruderer (* 1914)

### Dezember
- 05. Dezember: Felix Kaspar, österreichischer Eiskunstläufer und Eiskunstlauftrainer (* 1915)
- 15. Dezember: Göthe Hedlund, schwedischer Eisschnellläufer (* 1918)
- 17. Dezember: Otto Graham, US-amerikanischer American-Football-Spieler und -Trainer, Basketballspieler (* 1921)
- 18. Dezember: Pierre Daignault, kanadischer Schauspieler, Folksänger und Schriftsteller (* 1925)
- 20. Dezember: Rudy Houtsch, luxemburgischer Radrennfahrer (* 1916)
- 31. Dezember: John Prchlik, US-amerikanischer American-Football-Spieler (* 1925)

### Datum unbekannt
- Ernst Berger, Schweizer Nordischer Kombinierer (* 1913)